# Existence
Pour les articles homonymes, voir Existence (homonymie).
Le terme d'existence est ambigu et polysémique. Dans le langage ordinaire, il désigne le fait d'être de manière réelle, il est ainsi utilisé dans un usage tout aussi indéterminé chez beaucoup de philosophes comme équivalent au terme « être ». 
Outre le fait d'exister, il intervient, indique le Petit Larousse, dans plusieurs expressions courantes pour signaler une durée (une longue existence), au sens de vie (être las de son existence), un mode de vie (changer d'existence), etc.
En métaphysique, notamment chez Thomas d'Aquin, il forme avec le terme d'« essence » un couple complémentaire, l'essence serait les idées des choses, ce qu'elles sont « en soi » et l'existence le fait d'être dans la réalité, d'avoir été créé pour les croyants.
Cependant, au sens étymologique, « existence » possède une signification plus précise. Existere (en latin archaïque exsistere, soit ex + sistere), « sortir de », « se manifester, se montrer », interprété par certains philosophes comme « être hors de soi », donc être auprès des choses. On lit en effet dans le dictionnaire Gaffiot  qu'en latin le verbe exsisto (existo) a deux significations principales. Sens 1 : sortir de , s'élever de, et par dérivation, naître de. Sens 2 : se dresser, se manifester, se montrer. Ce deuxième sens sera évidemment très exploité par Heidegger. Au sens d' « être hors de soi », « existence » ne pourrait s'appliquer qu'à l'homme proprement dit, et nullement aux simples choses : seul l'homme existe. C'est en ce sens que l'existentialisme et Jean-Paul Sartre usent de ce terme. Il en est de même chez Martin Heidegger dans son livre Être et Temps et chez Emmanuel Levinas. L'existence chez Heidegger ne concerne que l'homme ; les choses et les animaux sont simplement là. Dans l'existence, on trouve l'idée de vie, avec ses fragilités et ses incertitudes, mais aussi celle d'un mouvement, d'un « avoir-à-être » ou d'un « faire-place-à-être » (entendu comme exposition à l'être) qui ne concerne que le Dasein.

## L'existence en philosophie

### L'existence en métaphysique
Être, c'est exister. Ainsi l'existence est-elle quelque chose d'immédiat, qui constitue le commencement de tout. L'existence n'est pas quelque chose qui est propre à chacun, chaque personne peut la voir différemment, chacun a un point de vue qui diffère selon son vécu, donc certains peuvent penser qu'exister c'est la clé, et d'autres[Qui ?] qu'il faut juste se laisser penser.
En ce sens, l'existence est le simple fait d'être, l'être conçu sans détermination aucune, sans prédicat, sans rien : l'être commence par l'indétermination de l'existence, indétermination du fait d'être pur et simple. Ainsi, cette première idée de l'existence la ferait concevoir par une connaissance immédiate. De ce point de vue :
- Être et pensée sont identiques, comme peut le témoigner le cogito (« Je pense donc je suis ») de René Descartes ;
- L'existence est immédiatement connue, car l'existence précède l'essence.

La connaissance de ce qu'est l'existence est ainsi issue originellement de l'existence même. Chacun aurait donc un savoir immédiat de l'immédiat. Ces points soulèvent quelques-unes des difficultés fondamentales de la philosophie :
- Si l'existence est connue par un moi, l'existence des choses peut-elle en être déduite ?
- L'existence est-elle immédiatement connue par notre conscience ?
- L'existence est-elle un objet de connaissance ?

### L'origine métaphysique de l'existence
Au sein de cette dernière distinction, on peut estimer que la philosophie a traditionnellement choisi l'être au détriment de l'existence, ce qui se traduit par la formulation d'Aristote : L'objet éternel de toutes les recherches présentes et passées, le point toujours en suspens : qu'est-ce que l'être ? Revient à demander qu'est-ce que la substance ?(Métaphysique, Z, 1, 1028 b 5) À la suite de Platon, la recherche d'Aristote se porte donc sur l'essence, et non sur l'existence, et l'existence serait ainsi occultée : l'existence doit toujours métaphysiquement se penser par rapport à l'essence ; l'essence est la condition d'intelligibilité de l'existence.
De ce point de vue essentialiste, il découle plusieurs conséquences importantes :
- l'essence est l'être possible, et l'existence l'être réel ;
- l'existence d'un être est fonction de son essence ;
- l'existence est donc définie par son essence, et c'est la notion d'essence qui exprime le mieux l'existence ;
- l'existence est subordonnée aux lois de l'essence, qui lui donne donc ses limites et sa perfection ;
- la différence entre les essences produit une hiérarchie des existences i.e. une hiérarchie de la réalité : il y a de l'ordre ;
- plus une essence est parfaite, plus l'existence qui en découle est parfaite ;
- Le Bien, l'acte pur, Dieu, etc. — en tant que souveraine essence — est ce dont procède toute existence ; il serait d'ailleurs également la seule véritable essence, dont l'existence découle nécessairement, ce qui ferait de toute métaphysique et de toute science, une théologie (Philosophie première chez Aristote).

Or, cette métaphysique pose un problème très simple : si l'existence dépend à ce point de l'essence (définition, intelligibilité, structure de l'être, raison d'être, etc.) alors pourquoi quelque chose existe-t-il en dehors de l'essence ?
Une réponse est que Dieu a créé les essences et accomplit ce passage du possible au réel que la raison humaine ne parvient pas à penser (voir aussi Platon, Timée). Mais le problème est toujours le même : comment une essence suprême peut-elle poser hors d'elle quelque chose de contingent et d'inférieur, l'existence ?
Face à ces problèmes, on peut vouloir penser l'existence d'une manière autonome, indépendamment de l'essence. C'est le renversement existentiel de la métaphysique : le fait d'exister devient le point de départ de la pensée, ce qui donne sens véritablement à notre expérience. C'est l'existence sans essence, i.e. sans raison et sans hiérarchie.
L'existence, dans la métaphysique occidentale, est en dehors du concept : en ce sens, on ne peut lui reprocher d'avoir ignoré l'existence, puisque l'existence est simplement ce qui échappe à l'essence : l'existence ne se déduit pas du concept, elle n'est pas un prédicat mais une position — ce qui est posé ici et maintenant (cf. Kant).
Mais l'existence est aussi ce qui est individuel, et par conséquent elle relève non du savoir sur ce qui est, mais de la subjectivité. C'est donc l'individu qui est l'existant, et la connaissance de sa réalité passe par sa conscience et par ses actes (sa volonté). Or, c'est cet aspect de l'existence qu'ignore la spéculation métaphysique, à laquelle s'opposent les philosophies qui partent de l'individu, de sa liberté et de ses choix de vie.
La réalité de l'existence peut être appréhendée de manière affective (cf. la sensibilité chez Rousseau), indépendamment de la raison, i.e. que ce qui en est saisi ne se déduit pas de l'essence, n'est pas démontrable ni irréfutable (Nietzsche), et semble donc surtout un phénomène irrationnel. Mais cette conscience affective peut être conçue comme une « humeur » (Stimmung, cf. Heidegger) a priori, i.e. une tonalité de l'existence qui précède la saisie des choses dans leur particularité. Cette tonalité est alors contemporaine de ce qui est appelé « ouverture au monde ».
- nausée : chez Sartre, les choses perdant leur sens utilitaire ne peuvent plus être nommées ; c'est alors leur existence pure qui devient envahissante, incontrôlable. La conscience hésite entre la fusion sujet/objet et le rejet.
- angoisse : pour Heidegger, l'angoisse, à la différence de la peur, n'a pas d'objet réel identifiable dans l'expérience. La peur peut être combattue par l'emploi de moyens de protections contre un danger bien identifié. L'angoisse, au contraire, n'ayant aucun objet, est une angoisse de rien, et sa source est par conséquent l'existant lui-même qui a à être de manière authentique.
- bonheur : au contraire des philosophies contemporaines de l'existence qui placent au cœur de l'existant, dans sa structure même, des sentiments plutôt négatifs, un philosophe comme Rousseau pense trouver sous la fausseté de la vie sociale le pur plaisir de l'exister qui est l'épanouissement naturel de la sensibilité : cette sensibilité est pour lui le point de départ de l'existence.

Dans les philosophies [Lesquelles ?] de l'existence, la liberté est un absolu, l'essence indépassable de l'existence. Mais cette liberté ne peut être son propre fondement, car il y a une facticité originaire de la liberté qui en révèle donc la finitude insurmontable. La liberté est néanmoins l'homme même, son existence et elle définit la condition humaine : nous sommes condamnés à la liberté, nous y sommes jetés, exactement comme nous sommes jetés-là dans le monde.

### Existence du passé
« Le passé n'existe que par les traces qu'il a laissées dans le présent » (Paul Valéry).
La symphonie oubliée
On sait que, vers la fin de sa vie, Mozart a écrit une symphonie qui n'a jamais été jouée et dont le manuscrit a été perdu.
Cette symphonie existe-elle encore aujourd'hui « quelque part », ou est-elle néant absolu ?

## La théorie naturaliste de l'existence
L'être est de nos jours l'objet des sciences, physique, biologie, psychologie, sciences qui opèrent selon un certain nombre de notions dont elles n'éclaircissent pas la signification comme, l'espace, le temps, la perception, le souvenir constate Emmanuel Levinas. Or le naturalisme contemporain réintègre dans l'espace et le temps tous les phénomènes (physiques et subjectifs ) dans une unité conforme aux lois de nature, régie par la loi de causalité. En privilégiant l'existence et en refoulant la vie « tout ce qui est , est soit physique et appartient comme tel à la connexion de la nature physique, soit psychique, mais alors il n'est qu'une simple variable dépendante du physique, tout au plus un fait secondaire qui l'accompagne parallèlement ». Il y aurait une véritable tentation du naturalisme en phénoménologie écrit Jean-Daniel Thumser dans sa thèse.
Emmanuel Levinas, s'élève contre cette tendance car pour cet auteur, l'existence ne signifie pas partout la même chose « chaque région de l'être est l'objet d'une ontologie régionale »

## L'existence en logique
Le concept d'existence a connu un renouvellement important grâce aux développements de la logique mathématique avec Frege que Russell a ensuite repris et développé dans un célèbre article On Denoting. Le grand apport de Frege est l'introduction d'un nouveau quantificateur en logique, ∃.
Pour Frege affirmer l'existence d'un objet ne consiste pas à lui attribuer une nouvelle qualité ou prédicat. La phrase « il existe une montagne d'or » ne signifie pas qu'on doive attribuer deux qualités à cette montagne a) qu'elle est en or et b) qu'elle existe. Dire d'un objet qu'il existe n'est donc nullement une prédication selon Frege mais revient à affirmer que l'ensemble des objets qualifiés de « montagne d'or » n'est pas vide.